# What's Your Story?
«¿Cual es tu Historia?»  —título original en inglés: «What's Your Story?»— es el primer episodio de la cuarta temporada de la serie de televisión posapocalíptica, horror Fear the Walking Dead. Se estrenó el 15 de abril de 2018. Estuvo dirigido por John Polson y en el guion estuvieron a cargo de Scott M. Gimple, Andrew Chambliss & Ian Goldberg.
Este episodio marca la primera aparición de Lennie James (Morgan Jones), en Fear the Walking Dead después de su salida de The Walking Dead durante la octava temporada, lo que lo convierte en el primer enlace entre los dos programas. También marca la primera aparición de Garret Dillahunt (John Dorie) y Maggie Grace (Althea), así como el regreso de Danay García (Luciana Gálvez) quien había estado ausente del programa desde "Burning in Water, Drowning in Flame", aunque hizo un cameo en "Sleigh Ride" en una secuencia de sueños. Este episodio marca la primera y única aparición de Rick Grimes, Carol Peletier y Paul "Jesús" Rovia, personajes de "The Walking Dead".

## Trama
A la intemperie vemos a un hombre solitario, John Dorie, leyendo un libro hasta que oye romperse una ramita. Pregunta si hay alguien allí y nadie responde. Cuando vuelve a leer su libro, escucha un caminante e inmediatamente lo derriba, revelando a un escondido Morgan Jones, que estaba a punto de matarlo. John le pregunta a Morgan: "Entonces, ¿cuál es tu historia?". Poco después de la guerra con los Salvadores, Morgan Jones decide aislarse de todos los demás, pero después de muchos intentos de Paul "Jesús" Rovia, Carol Peletier y Rick Grimes, Morgan deja su comunidad en Virginia, a pesar de que se le instó a quedarse. Mientras Morgan se prepara para ir más allá, considera brevemente quedarse, pero finalmente decide huir y se dirige a la frontera de Texas, donde ve a un hombre herido temblando en un automóvil. Morgan deja agua y una toalla, pero el herido se niega, diciéndole a Morgan que en este mundo siempre están solos. Morgan recupera los artículos y sigue caminando, más tarde esa noche, Morgan conoce a John Dorie, quien le ofrece refugio para pasar la noche. Con cierta desgana, Morgan acepta dormir la noche en la camioneta de John, pero esa misma noche él se va y es capturado por un hombre llamado Leland y un pequeño grupo de supervivientes. John viene a salvar a Morgan pero es capturado él mismo; son salvados por una mujer llamada Althea, que conduce un vehículo SWAT. Althea les dice a Morgan y John que ella es periodista y quiere que sus historias sean grabadas en cámara.
A la mañana siguiente, John le dice a Althea que tiene la misión de encontrar a su novia, Laura. Cuando Althea pregunta por la historia de Morgan, él se niega y decide irse y volver a ir por su cuenta. John lo alcanza para darle nuevos pares de calcetines, pero Morgan y John se dan cuenta de que están siendo emboscados. Luego, Leland y sus hombres (junto con Althea) los mantienen a punta de pistola. Morgan usa su lanza para atacar, lo que le da tiempo a John para responder. Se produce un tiroteo rápido y uno de los hombres de Leland dispara a Morgan en la pierna. Después de una breve pelea, caen y el hombre comienza a ser devorado por los caminantes hasta que Morgan agarra una granada de un caminante y este la lanza a los caminantes, corre al baño para cubrirse mientras la explosión mata a los caminantes y al hombre. Afuera, John está lidiando con los caminantes, mientras que Althea y Leland pelean por las llaves del vehículo SWAT. Althea lanza un juego de llaves y Leland, creyendo que son las llaves del vehículo SWAT, va tras ellas y es mordido por una serpiente de cascabel. Finalmente, es rodeado y atacado por la manada de caminantes. Althea usa ametralladoras en el vehículo SWAT para disparar a los caminantes mientras Morgan y John se agachan para cubrirse, después de que terminaron los disparos, Althea, John y Morgan continúan en la carretera hasta que Morgan pide detenerse. Morgan luego cuenta su historia de Atlanta, Virginia y las comunidades, el rey y un tigre, la guerra con los Salvadores, hasta que dejó el asentamiento. Morgan decide detenerse, pero Althea continúa preguntando de qué está tratando de escapar. Morgan decide irse a pesar de la protesta de John debido a la pierna lesionada de Morgan. Althea le pide a Morgan que le cuente una cosa real. Él responde: "Pierdo gente y luego me pierdo a mí mismo" y se aleja.
De nuevo por su cuenta, Morgan continúa caminando hasta que ve el automóvil de antes en el episodio en el que estaba el hombre herido. Ve un caminante en la distancia y lo sigue, pero dos caminantes lo notan. Morgan intenta alejarse cojeando, pero cae y deja caer su bastón. John viene a salvarlo y le dice a Morgan que se equivoca al estar solo. Morgan continúa hacia el caminante que tiene delante y se da cuenta de que es el hombre herido. Por piedad, Morgan lo entierra y acepta acompañar a Althea y John hasta que su pierna se cure.
En el camino, el grupo detiene su vehículo cuando ven a una mujer arrastrándose por el suelo, que resulta ser Alicia Clark. Morgan, John y Althea son rodeados a punta de pistola por Nick Clark, Victor Strand y Luciana Galvez. Althea le pregunta a Alicia, "Entonces, ¿cuál es tu historia?" y termina el episodio.

## Producción
El 14 de abril de 2017, AMC renovó la serie para una cuarta temporada de 16 episodios y anunció que Andrew Chambliss e Ian Goldberg reemplazarían al saliente Dave Erickson como guionistas. La producción comenzó en noviembre de 2017 en Austin, Texas. Michael E. Satrazemis , director de fotografía de The Walking Dead y director de 12 episodios, se unió a Fear the Walking Dead como director-productor.
En noviembre de 2017, se informó que Lennie James, quien interpreta a Morgan Jones en The Walking Dead se uniría al elenco principal en la cuarta temporada. La cuarta temporada también incluye la incorporación de varios nuevos habituales de la serie, interpretado por Garret Dillahunt, Jenna Elfman, y Maggie Grace.
La cuarta temporada presenta una secuencia de título rediseñada con un nuevo tema musical. Cada episodio de la temporada tiene una tarjeta de título diferente y cuenta una historia que se hará evidente una vez que se complete la temporada. The Hollywood Reporter reflexionó sobre la nueva introducción, llamando a la nueva temporada, "un western con zombis, con buen diseño."

## Recepción
"What's Your Story?" recibió elogios de la crítica. En Rotten Tomatoes, "What's Your Story?" obtuvo una calificación perfecta del 100%, con un puntaje promedio de 8.88/10 basado en 15 reseñas. El consenso crítico de los sitios dice; "What's Your Story?" da nueva vida a Fear, tomándose su tiempo para presentar nuevas historias y personajes que llevarán el programa al salvaje oeste.
Matt Fowler de IGN le dio a "What's Your Story?" una calificación de 8.3 / 10, indicando; "Fear the Walking Dead fue inteligente al hacer que Morgan se uniera a algunos personajes nuevos antes de que chocara con el equipo de Madison. Nos permitió conocer algunas caras nuevas (incluido el instantáneamente genial John de Garret Dillahunt) y conocerlos en el contexto de El malhumor de Morgan antes de que cayera el martillo al final y se reveló la conexión definitiva con el elenco anterior y la historia".

### Calificaciones
El episodio fue visto por 4,09 millones de espectadores en los Estados Unidos en su fecha de emisión original, muy por encima de las calificaciones del episodio anterior de 2,23 millones de espectadores.